# إيفان ميلينكوف
إيفان ميلينكوف (29 يوليو 1991 بكراسنوتوريينسك في روسيا - ) هو لاعب كرة قدم روسي في مركز الوسط. لعب مع نادي دينامو سانت بطرسبرغ ‏ وFC Khimik Dzerzhinsk ‏ ونادي أورال يكاترينبورغ.

## روابط خارجية
- إيفان ميلينكوف على موقع قاعدة بيانات كرة القدم.إي يو (الإنجليزية)
- إيفان ميلينكوف على موقع Soccerway.com (الإنجليزية)